# Хлебниково (Вологодская область)
Хлебниково — деревня в Грязовецком районе Вологодской области на реке Бакланка.
Входит в состав Сидоровского муниципального образования (с 1 января 2006 года по 9 апреля 2009 года входила в Лежское муниципальное образование), с точки зрения административно-территориального деления — в Анохинский сельсовет.
Расстояние до районного центра Грязовца по автодороге — 39 км, до центра муниципального образования Сидорово по прямой — 11 км. Ближайшие населённые пункты — Анохино, Бакланка, Ушаково.
По переписи 2002 года население — 7 человек.